# Margot Cottens
Margot Noemí Cottens Costa (Montevideo; 9 de enero de 1922-Madrid; 2 de enero de 1999) fue una actriz uruguaya afincada en España.

## Biografía
En su ciudad natal y al mismo tiempo que cursaba sus estudios elementales, recibió clases de interpretación en la Escuela de Arte Dramático regentada por Margarita Xirgu. Estudió además Arquitectura, y llegó a trabajar como delineante.
Termina sin embargo, dedicándose al mundo de la interpretación y en 1955 forma su propia compañía de teatro, junto a su marido, el dramaturgo y director de escena Rafael Bertrán.
Se instala en España en 1960, donde desarrolla el grueso de su carrera artística. Su primer papel fue en la película Margarita se llama mi amor (1961), todo un éxito de público que le permite a partir de ese momento intervenir en decenas de películas y espacios de televisión durante las siguientes dos décadas. Entre los filmes donde participó se cuentan títulos tan populares como La ciudad no es para mí (1966), Sor Citroën (1967), Las que tienen que servir (1967) y No desearás al vecino del quinto (1970).
Especializada en papeles de tono cómico, rodó su última película en 1981, dedicándose a partir de ese momento a esporádicas apariciones en TV y al teatro, donde triunfó con las obras La guerra empieza en Cuba (1956), La herencia (1957), Una muchachita de Valladolid (1958), El cielo dentro de casa (1958), Ardele o la Margarita (1964), La ratonera (1965), ¡Quiero ver a Miusov! (1966), de Valentin Cataviev, Sólo el amor y la luna traen fortuna (1968), Equus (1975), Lástima que sea una puta (1979), El hombre del atardecer (1981), Las amargas lágrimas de Petra von Kant (1985), Mamá quiero ser artista (1986), ¡Sublime decisión! (1988), La loca de Chaillot (1989), Rosas de otoño (1990), El abanico de Lady Windermere (1992), La muralla (1993) y La pereza (1994).
Su paso por televisión dejó notables interpretaciones en Cuarto de estar (1963), Sonría, por favor (1964-1965), Novela, Cosas de dos (1984) o La comedia musical española (1985), todas ellas en TVE.
Falleció el sábado 2 de enero de 1999 en el Hospital de La Princesa de Madrid, a los 76 años. Margot Cottens, alejada de los escenarios desde hacía tres años, padecía una dolencia pulmonar. Su cuerpo fue cremado y las cenizas entregadas a su familia.

## Filmografía (selección)
- La pícara cenicienta (1951)
- El conde de Montecristo (1953).
- Margarita se llama mi amor (1961).
- Canción de juventud (1962).
- El grano de mostaza (1962).
- La pandilla de los once (1963).
- Los derechos de la mujer (1963).
- El salario del crimen (1964).
- Jandro  (1964).
- Historias de la televisión (1965).
- La familia y uno más (1965).
- La ciudad no es para mí (1966).
- Sor Citroën (1967).
- ¿Qué hacemos con los hijos? (1967).
- Las que tienen que servir (1967).
- Los chicos del Preu (1967).
- Amor a la española (1967).
- Novios 68 (1967).
- Operación Mata Hari (1968).
- El turismo es un gran invento (1968).
- Sor Ye-ye (1968).
- ¡Cómo está el servicio! (1968).
- Cuidado con las señoras (1968).
- Los que tocan el piano (1968).
- La que arman las mujeres (1969).
- Cateto a babor (1970).
- No desearás al vecino del quinto (1970).
- Los días de Cabirio (1971).
- Las Ibéricas F.C. (1971).
- ¡Vaya par de gemelos! (1978).
- La familia, bien, gracias (1979).
- Es peligroso casarse a los 60 (1981).

## Trayectoria en TV
- Primera función 
  - Enseñar a un sinvergüenza (4 de mayo de 1989)
  - ¡Sublime decisión! (17 de julio de 1987)
- La comedia musical española
  - Luna de miel en El Cairo (29 de octubre de 1985)
  - Cinco minutos nada menos (12 de noviembre de 1985)
  - La Cenicienta del Palace (3 de diciembre de 1985)
- Cosas de dos (1984)
- Anillos de oro 
  - A pescar y a ver al duque (18 de noviembre de 1983)
- Original
  - La adivina (11 de marzo de 1975)
- El Teatro
  - El crimen al alcance de la clase media (22 de diciembre de 1974)
- Las doce caras de Eva
  - Libra (22 de diciembre de 1971)
- Estudio 1 
  - La importancia de llamarse Ernesto (17 de diciembre de 1968)
  - Las mujeres sabias (1 de marzo de 1974)
  - El pobre Pedro (21 de marzo de 1983)
- Telecomedia de humor 
  - El enfermo imaginario (17 de marzo de 1968)
- Historia de la frivolidad (1967)
- La familia Colón 
  - La familia Colón llega a España (13 de enero de 1967)
- Novela 
  - Teresa de Ávila (5 de abril de 1965)
  - Concierto para un vagabundo (20 de junio de 1966)
  - Tom Sawyer, detective (11 de julio de 1966)
  - Cebada para el señor (3 de julio de 1967)
  - La verdadera historia de Giovanni Catania (15 de octubre de 1973)
- Sábado 64 
  - Dentro de mí (21 de noviembre de 1964)
- Confidencias 
  - Por la puerta grande (21 de noviembre de 1964)
  - Historia de una maleta (28 de noviembre de 1964)
- Sonría, por favor (1964-1965)
- Primera fila 
  - Una noche de primavera sin sueño (5 de agosto de 1964)
- Cuarto de estar (1963)
- Galería de esposas (1960).